# Vignoble d'Île-de-France

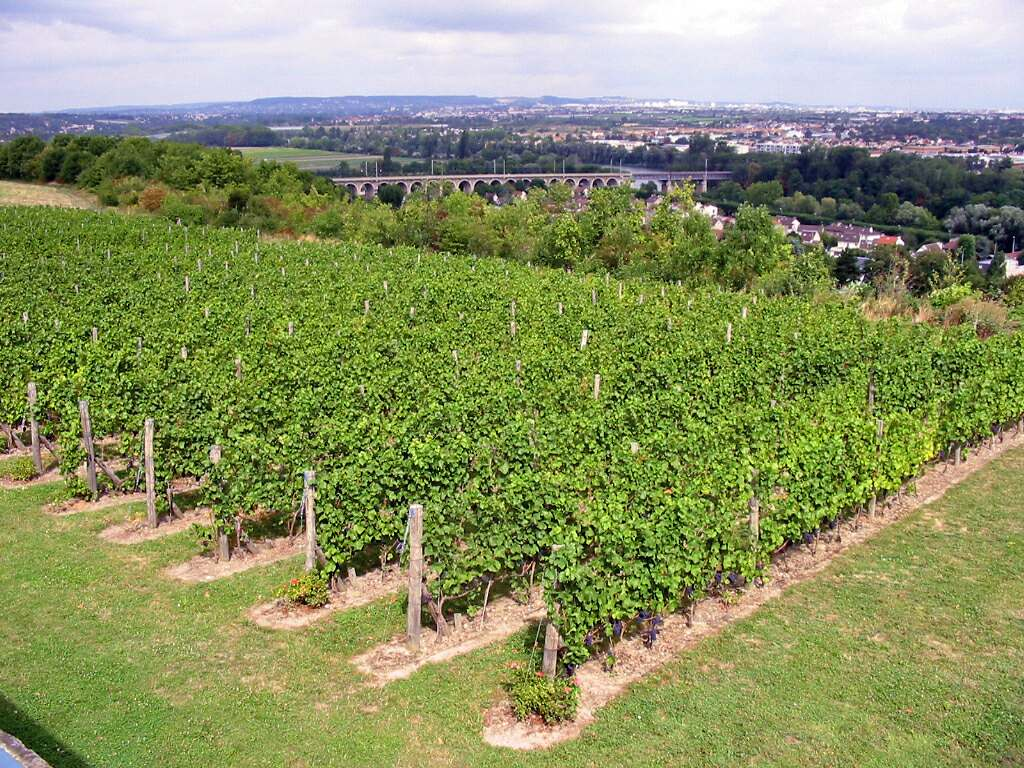
La vigne de Saint-Germain-en-Laye (en arrière-plan le viaduc du RER A).

Le vignoble d'Île-de-France remonte au IVe siècle, lorsque les Romains l'y implantèrent, au même titre que dans d'autres régions du nord de l'Europe. La civilisation chrétienne succède ensuite à l'Empire romain. Le vin devient la principale production du pays et se destine autant à la table royale qu'à l'export. Il périclite à partir du XIXe siècle, lorsque le développement du chemin de fer permet d'acheminer le vin d'autres régions et que l'industrialisation et l'urbanisation grignotent peu à peu les terres agricoles. Quelques petits vignobles, relancés aux XXe – XXIe siècles, existent encore de nos jours.
La toponymie conserve la mémoire du passé viticole de la région Île-de-France, par exemple la   « rue des Vignes » à Tacoignières et Auteuil-Le-Roi (Yvelines), le « chemin de la Butte des Vignes » à Chevreuse ou Jouars-Pontchartrain, l'« avenue des Vignes-Benettes » au Pecq (Yvelines) ou encore la rue des Bons-Raisins à Suresnes (Hauts-de-Seine).

## Histoire

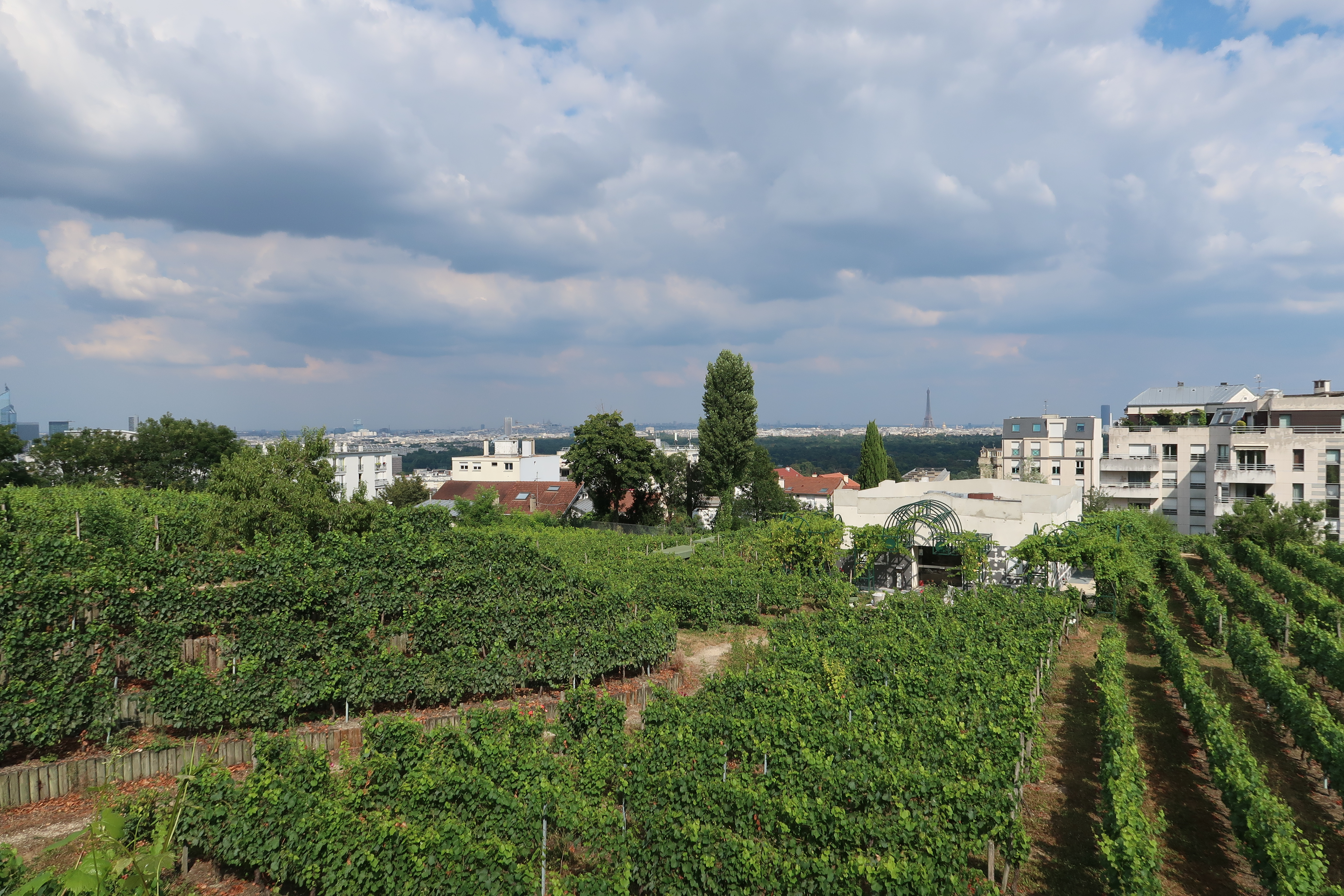
Vigne municipale de Suresnes.

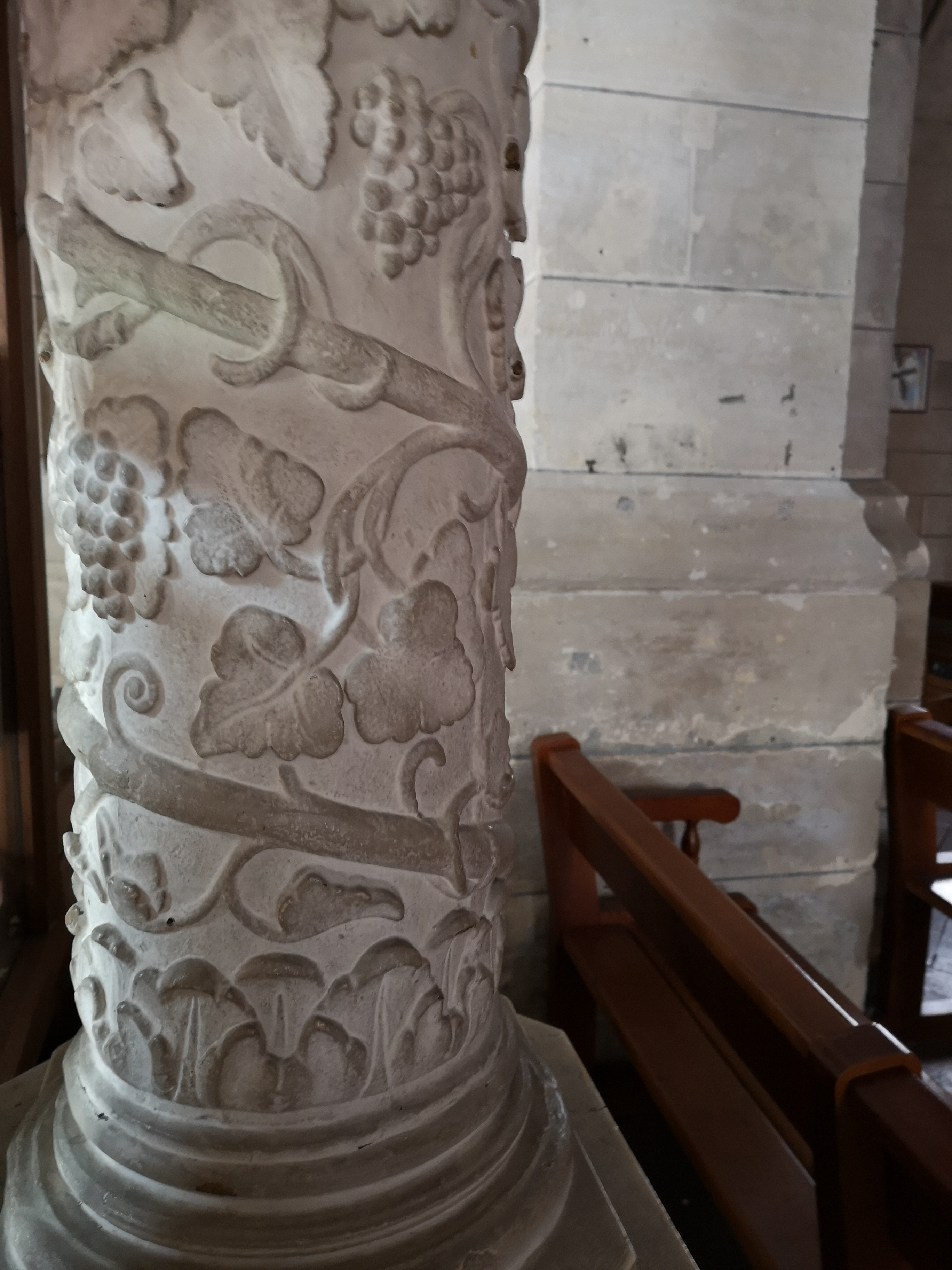
Pilier d'une église des Yvelines.

### Débuts
La culture de la vigne en Gaule est un apport des Romains. La progression septentrionale de cette culture est mal connue, mais cette activité vinicole est clairement implantée en région parisienne au IVe siècle. La civilisation chrétienne, qui succède à l'Empire romain, encourage encore le développement  de cette culture. La viticulture devient épiscopale et monastique, et la région de l'Île-de-France bénéficie à la fois, pour cette activité, d'un marché local associé à la grande ville que constitue Paris ainsi que d'un commerce utilisant le transport fluvial, et, à partir de Rouen, la mer,.
D'après Roger Dion, les écrits du IXe et Xe siècles qui nous sont parvenus décrivent notamment des vignobles sur des collines (aujourd'hui insérées dans Paris ou dans sa banlieue), à Charonne, à Belleville, à Montmartre, autour du massif de Montmorency (à Pierrefitte, Deuil et Groslay), à Cormeilles-en-Parisis, à Montigny, à Nanterre, à Saint-Germain-en-Laye, à Suresnes, à Issy, à Vanves, etc.. Des ports situés le long de la Seine sont utilisés, comme Charlevanne, Port Marly, Port Aupec. Les sites disposant d'une pente favorable à la culture de la vigne, bien orientée et proche d'un port fluvial sont prisés. Parmi les possesseurs de vigne, la puissante abbaye royale de Saint-Denis est particulièrement bien pourvue.
Roger Dion précise encore que, contrairement à des a priori, la qualité des vins de la région parisienne est vantée pendant plusieurs siècles. Le vin d'Argenteuil est ainsi particulièrement bien placé dans La Bataille des vins, première tentative connue d'un classement des vins français écrit peu après 1224 par Henri d'Andeli,. Par contre, cette culture est sensible aux aléas climatiques : si le printemps est un peu froid ou l'été pluvieux, les raisins peuvent avoir plus de difficultés à mûrir suffisamment que dans des régions plus méridionales.

### Apogée
Le vignoble d'Île-de-France connaît son apogée aux XVIIe – XVIIIe siècles. À cette époque, il occupe 42 000 hectares et constitue le plus important vignoble de France. Il implique quelque 300 communes de la région. Des vins franciliens sont très réputés car servis aux tables royales, comme celui de Suresnes (voir son histoire) mais la qualité s'en va progressivement à la baisse. Paris grandit et l'augmentation de la demande conduit à une hausse des rendements, tandis que la qualité en pâtit. Au XIXe siècle, les replantations suivant la crise du phylloxéra et la construction de chemins de fer, facilitant la consommation de vin en provenance d'autres régions, portent un coup fatal au vin francilien,.

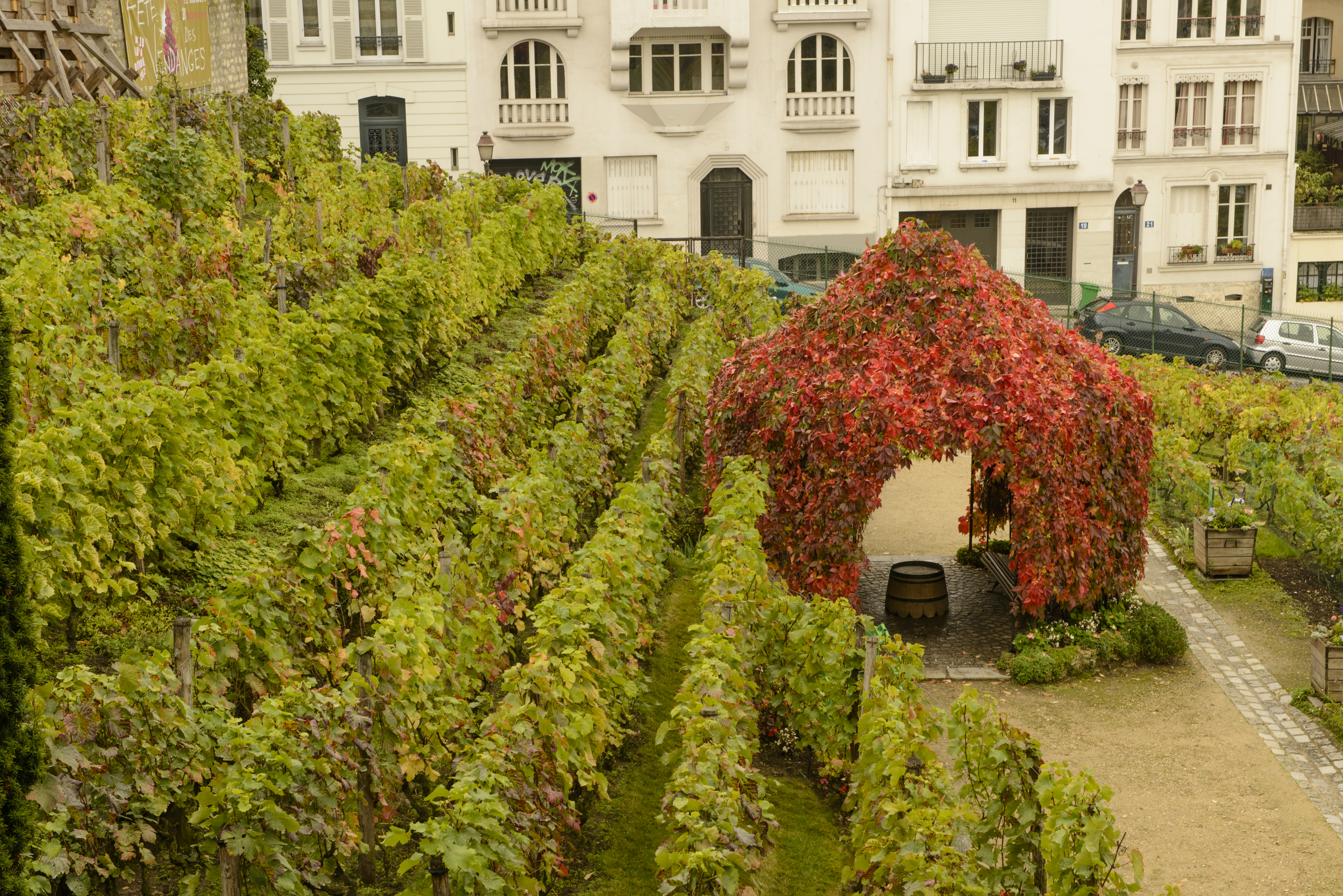
La vigne de Montmartre à Paris.

### Survivance et renaissance
Largement réduit par l'industrialisation et l'urbanisation, le vignoble francilien disparaît quasi-complètement après la Seconde Guerre mondiale.
Alors qu'il ne reste que deux vrais vignerons anciens, la famille de Jacques Defresnes à Argenteuil (clos Passemay) et la famille Berrurier à Conflans-Sainte-Honorine, il est admis que le vignoble francilien commence à renaître dès 1933 avec la plantation du clos de Montmartre (2 000 ceps) pour s'opposer à un projet immobilier. C'est la plus connue de ces vignes ; elle est située sur le flanc nord de la butte Montmartre à Paris. Puis en 1965, c'est la plantation de la vigne municipale de Suresnes (5 000 pieds), professionnalisée à partir de 1983 et la seule de la région autorisée à commercialiser son vin, un chardonnay,. Le mouvement s'amplifie à la fin du XXe siècle avec des plantations par des personnes privées, des associations et des collectivités territoriales. Par exemple, au nord-ouest du bois de Boulogne, route du Champ-d'Entraînement, le domaine de Paris-Bagatelle est lancé en 2004 (470 pieds).
Il y a près de 130 vignes en 2000 et 200 en 2011, dont 150 ont plus de 100 pieds. Elles représentent environ 12 hectares et 300 hectolitres, ou 40 000 bouteilles de 75 cl.

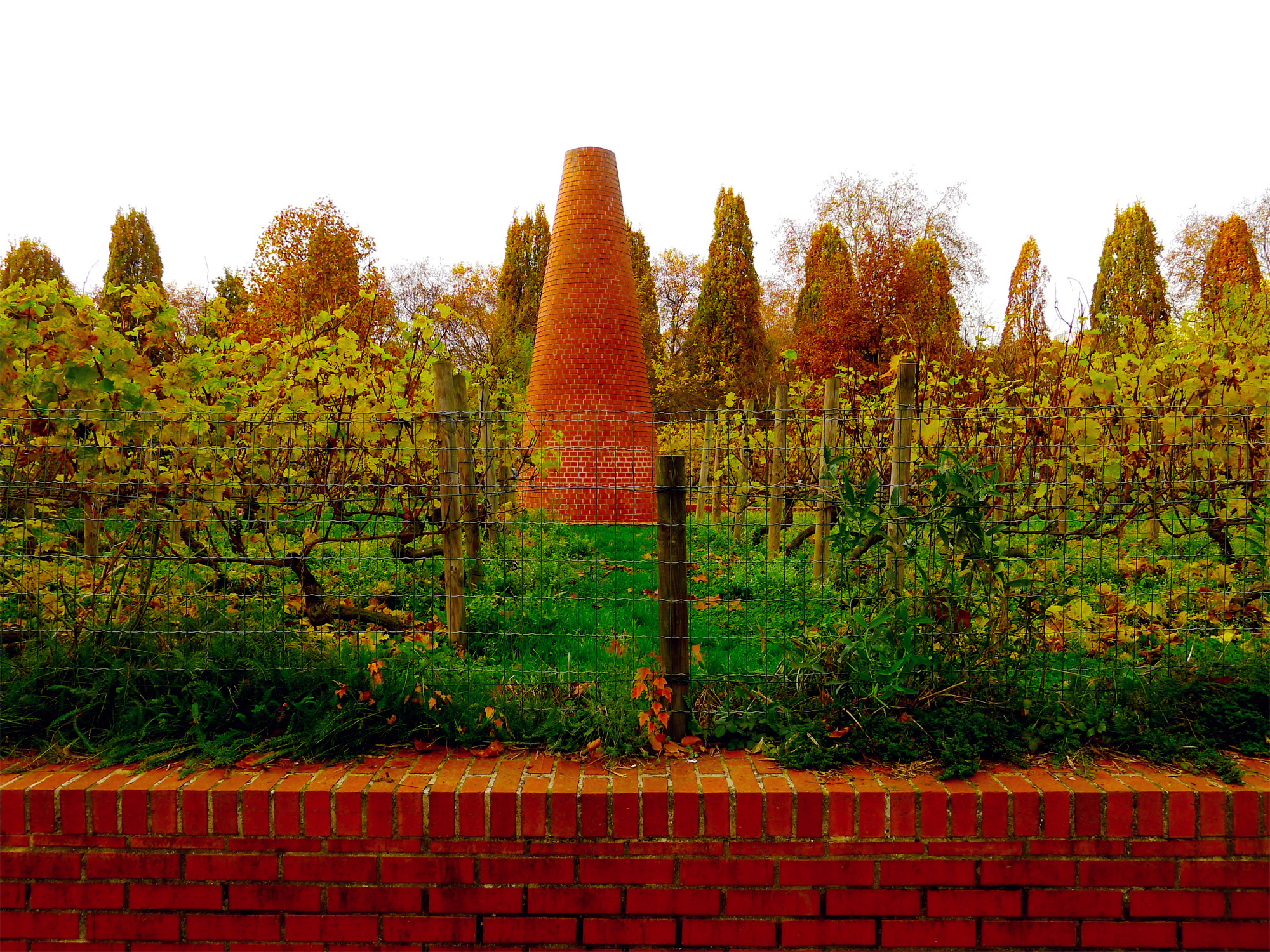
Parc de Bercy à Paris : en souvenir du passé vinicole du lieu, des vignes en cépages chardonnay et sauvignon blanc ont été plantées.

Ces vignes sont dites « vignes franches » car elles n'ont pas de vocation économique et, de ce fait, se développent d'abord en marge de la très complexe réglementation viti-vinicole européenne et française. Quelques-unes ont une autorisation de plantation à titre expérimental délivrée par le ministère de l'Agriculture. Certaines mènent avec brio des activités pédagogiques, culturelles et touristiques, c'est le cas des vignes du parc départemental du Sausset à Villepinte (2 480 ceps).
La qualité des vins produits par ces vignes franches s'est très sensiblement améliorée depuis le début du XXIe siècle. Quelques vins sélectionnés sont présentés à chaque salon de l'agriculture sur le stand des produits franciliens et ils connaissent un succès grandissant. Les vins de ces vignes sont comme le prélude à la renaissance d'une viticulture professionnelle dont l'ampleur, bien évidemment, ne sera pas celle du temps jadis mais qui aura à cœur une démarche de qualité.
À noter que cinq communes de Seine-et-Marne (Citry, Méry-sur-Marne, Nanteuil-sur-Marne, Saâcy-sur-Marne et Sainte-Aulde) sont incluses dans le périmètre de l'appellation Champagne et ne sont pas concernées par ce mouvement de renaissance. Thomery, également située en Seine-et-Marne, a perpétué longtemps une tradition de culture de raisin de table avec le chasselas de Thomery, qui se conservait durant l'hiver et jusqu'au printemps grâce à des techniques particulières.

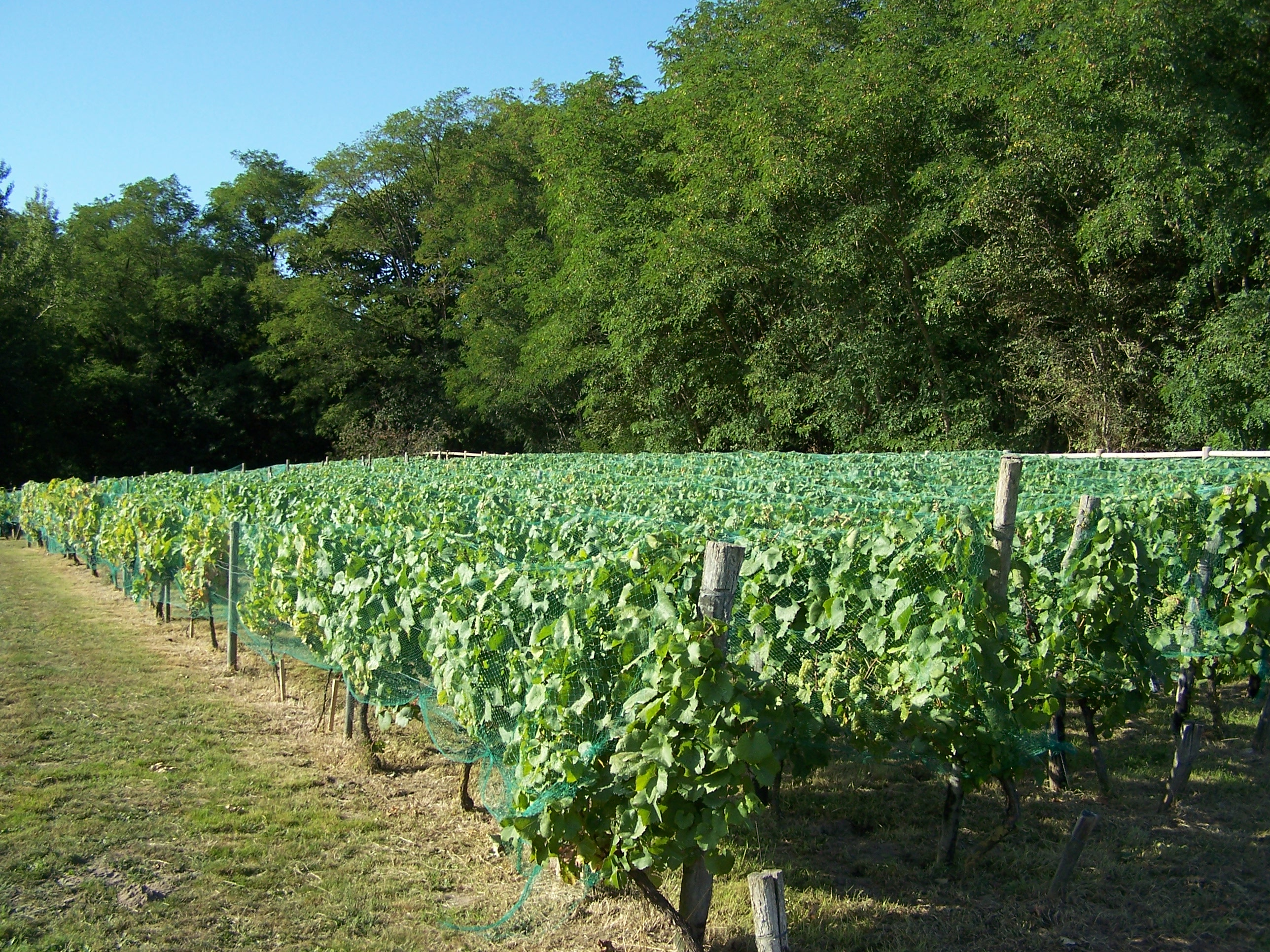
Le vignoble d'Auteuil.

Dans les Yvelines, la commune d'Auteuil possède, toujours, un petit vignoble de superficie et de rendement anecdotique, en limite de la forêt de Thoiry au nord. La récolte de 1997 a été de 350 litres environ à la sortie du pressoir. Il s'agit d'un vin blanc ressemblant à du Muscadet, titrant 11°.

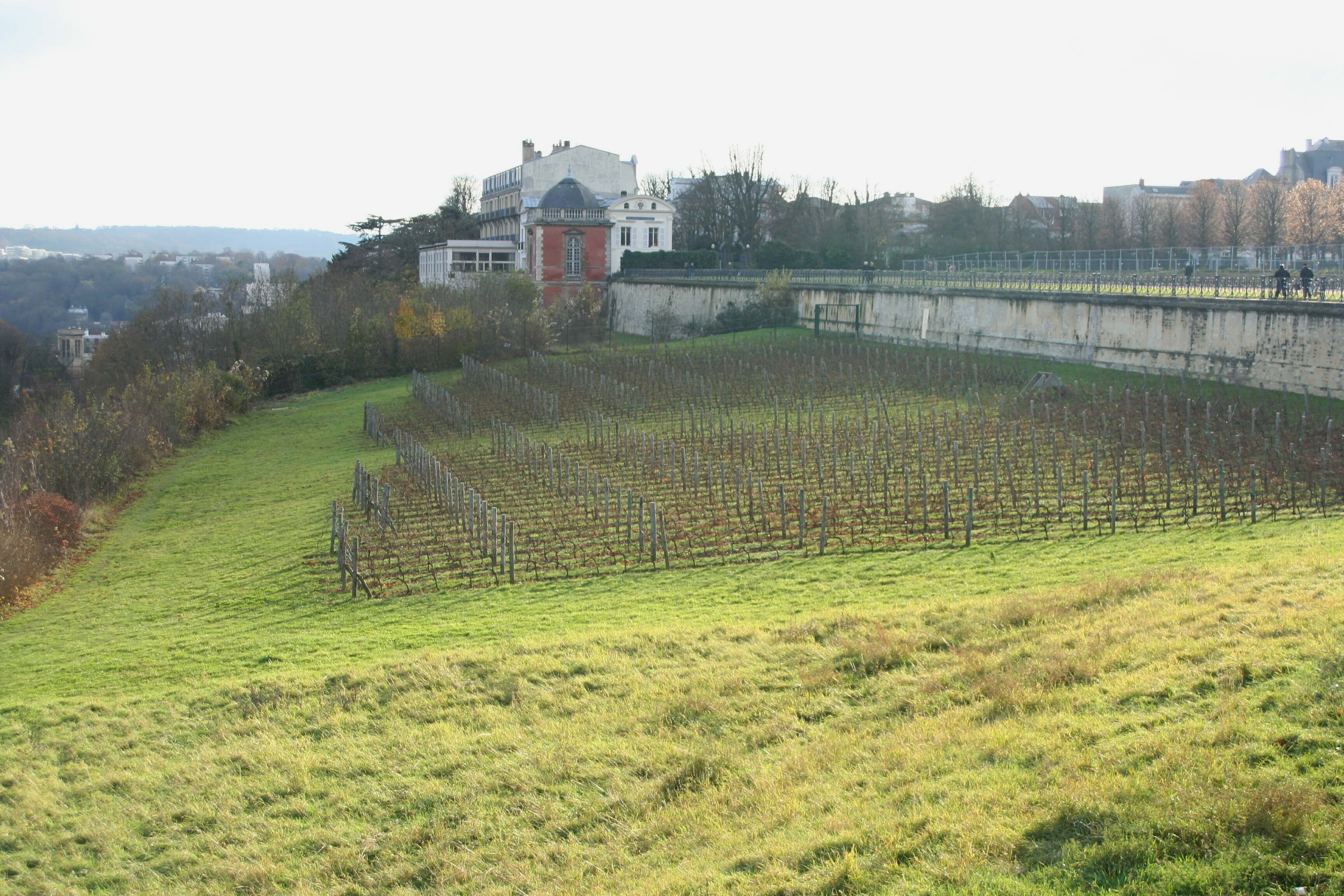
La vigne en automne à Saint-Germain-en-Laye. Au fond le Pavillon Henri IV.

La vigne du Pecq et de Saint-Germain-en-Laye, plantée en 2000 en contrebas de la Terrasse, comprend 1 900 pieds de pinot noir. C'est une évocation de l'antique tradition viticole de la région. On en tire un vin rouge, le « vin des grottes », qui n'est pas commercialisé.

À Davron, trois hectares de vignes ont été plantés en 2016 à la lisière du village. Une première depuis un siècle. Avec cette plantation, c'est toute une tradition qui revit.

Sur les coteaux de la Mauldre, à Nézel, 3 500 pieds de vigne devraient arriver à maturité d'ici 2024.

Toujours dans les Yvelines, quelques plants sont cultivés à proximité de l'église Saint-Martin à Sartrouville, avec une fête des Vendanges annuelle.

## Association des Vignerons franciliens réunis et obtention de l'IGP «Île-de-France»

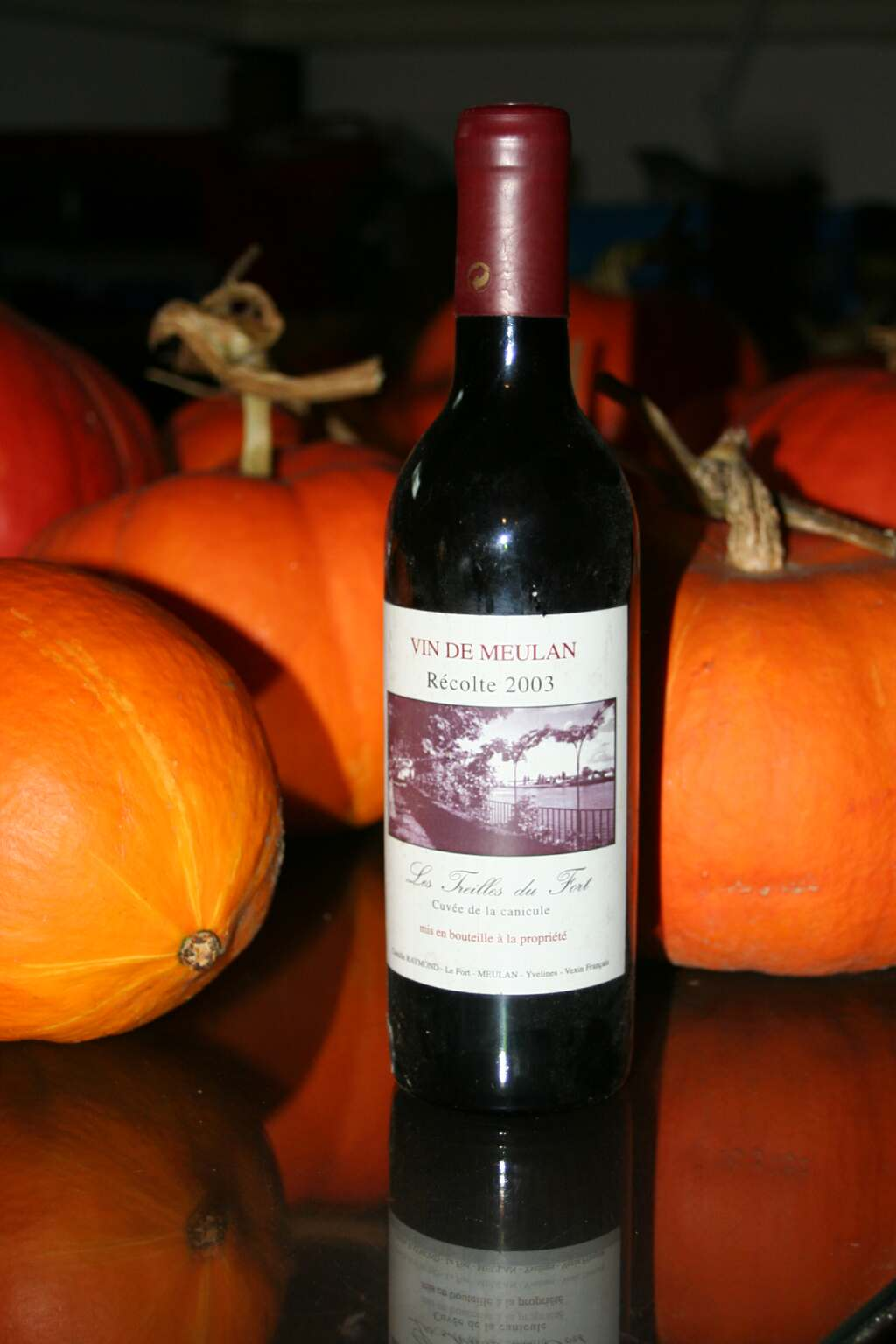
Vin rouge de Meulan (Yvelines) Les treilles du Fort, cépage Baco.

C'est pour défendre et promouvoir ce mouvement de renaissance du vignoble francilien que le 5 octobre 2000 a été créée une association loi de 1901, les « vignerons franciliens réunis » (VFR). L'un des éléments de sa mission est de « favoriser la connaissance et le progrès de la vigne et du vin à Paris et en Île-de-France ». Elle a publié une carte touristique de la vigne et du vin en Île-de-France (édition de 2004). En liaison étroite avec la région Île-de-France, le rôle de VFR est maintenant centré sur le développement de la viticulture patrimoniale et la renaissance d'une viticulture professionnelle. La difficulté majeure rencontrée est liée à l'interprétation extrêmement restrictive de la France en matière de droits de plantation. VFR agit comme un organisme de défense et de gestion (ODG), travaille à vaincre cette difficulté en liaison avec l'Union européenne[réf. nécessaire] en vue d'obtenir une indication géographique protégée (IGP) pour l'Île-de-France.
Cette appellation IGP est accordée par l'Institut national des appellations d'origine (INAO) en octobre 2019 et le cahier des charges est validé en 2020. Elle définit également cinq dénominations géographiques complémentaires que sont les coteaux de Suresnes-Mont-Valérien, Blunay et de Provins, ainsi que pour les vignes de Guérard et de Paris.

## Union vigneronne Vals d'Oise et de Seine
De par son action sur la région Île-de-France, l'Union vigneronne Vals d'Oise et de Seine (UVVOS) œuvre à maintenir et à promouvoir le patrimoine viticole local, par une démarche pour la préservation de l'identité des vignes existantes, mais également par l'implantation de petites vignes, qu'elles soient communales, associatives, ou privées. Au regard du manque de directives actuelles, particulières en Île-de-France, en matière d'implantation de nouvelles vignes, et droits de plantation, l'association, s'en tient à ce jour à une interprétation « bienveillante » mais respectueuse des règles en vigueur, dans une démarche liée à une tradition viticole séculaire, et ainsi de faire valoir, à terme, l'idée d'une reconnaissance de l'exploitation légale d'une viticulture raisonnée, expérimentale à caractère culturel, pédagogique et touristique, sans but lucratif. À ce jour, plusieurs vignes ont été réhabilitées ou plantées, comme à Argenteuil, Sannois, Saint-Prix, Taverny, Pontoise, Auvers-sur-Oise, Ermont, Villiers-Adam, Montgeroult, Marines, Osny, Sartrouville, Louveciennes, Saint Germain/Le Pecq, Courbevoie « La Défense », mais aussi dans Paris intra-muros.
L'activité de l'association se porte sur des rencontres techniques, et des conseils vitivinicoles, des initiations à la dégustation, des rencontres œnologiques, l'organisation d'expositions et participations à de nombreux salons et manifestations locales. Elle publie un journal trimestriel.

#### Presse
- Laure Gasparotto, « La vigne francilienne refleurit », Le Monde.fr,‎ 24 septembre 2021 (lire en ligne ).

#### Internet
- Vignerons franciliens réunis (VFR).
- Union vigneronne Vals d'Oise et de Seine (UVVOS).

#### Vidéos
- [vidéo] « Paris et l'Ile de France » sur Voyage, 2002, 52 min.